# العلاقات العراقية المكسيكية
العلاقات العراقية المكسيكية هي العلاقات الثنائية التي تجمع بين العراق والمكسيك.

## التاريخ
في أواخر القرن التاسع عشر وأوائل القرن العشرين ، وصلت عدة موجات من الهجرة العربية إلى المكسيك ، حيث جاء الكثير منها من العراق الحالي. في عام 1932 ، حصل العراق على استقلاله عن المملكة المتحدة. في 25 سبتمبر 1950 ، أقام العراق والمكسيك علاقات دبلوماسية. في عام 1977 ، فتح العراق سفارة في مكسيكو سيتي وفي عام 1978 ، افتتحت المكسيك سفارة في بغداد.
في عام 1980 ، تم انتخاب المكسيك كعضو غير دائم في مجلس الأمن التابع للأمم المتحدة. في سبتمبر 1980 ، فيما يتعلق الحرب بين إيران والعراق ، صوتت المكسيك لصالح قرار مجلس الأمن التابع للأمم المتحدة رقم 479 الذي يدعو كلاً من إيران والعراق إلى الوقف الفوري لأي استخدامات أخرى للقوة وبدلاً من ذلك تسوية نزاعهم من خلال المفاوضات. في عام 1981 ، أدانت المكسيك إسرائيل لقصفها المفاعلات النووية العراقية خارج بغداد مباشرة والمعروفة باسم عملية أوبرا. <المرجع name = العراق> ٪ 20Nº٪ 2028٪ 20٪ 202012 / La٪ 20pol٪ C3٪ ADtica٪ 20exterior٪ 20de٪ 20México.pdf La política outside de México hacia el Medio Oriente (in Spanish)</ref> في أبريل 1986 ، أغلقت المكسيك سفارتها في بغداد نتيجة الحرب الإيرانية العراقية.
في أغسطس 1990 ، غزت القوات العراقية الكويت مما أدى إلى حرب الخليج الأولى. أدانت المكسيك غزو العراق وعزمه على ضم الكويت وأيدت المكسيك قرار مجلس الأمن التابع للأمم المتحدة رقم 660 وطالبت العراق بسحب قواته من الكويت وأيدت فرض عقوبات على حكومة الرئيس صدام حسين. في عام 2002 ، انتُخبت المكسيك مرة أخرى كعضو غير دائم في مجلس الأمن التابع للأمم المتحدة. في ذلك العام ، حاولت الولايات المتحدة إقناع المكسيك بدعم الغزو الأمريكي للعراق بدعوى احتفاظ العراق بـ سلاح الدمار الشامل ، ومع ذلك ، رفضت المكسيك دعم غزو العراق ورفض قطع العلاقات الدبلوماسية معه. العراق: SRE | access-date = 2019-02-12 | archive-date = 2019-02-12 | archive-url = https: //web.archive.org/web/20190212131011/http: //www.cronica. com.mx/notas/2003/59038.html | url-status = dead}}</ref> في مارس 2003 ، أدانت المكسيك حرب العراق.
لفترة وجيزة في عام 2003 ، أغلق العراق سفارته في مكسيكو سيتي ، ومع ذلك ، أعاد فتح بعثته الدبلوماسية في وقت لاحق من ذلك العام. من القرارات التالية المتعلقة بالعراق: القرار 1441 ، القرار 1483 والقرار 1500. منذ حرب العراق ، دعمت المكسيك وصوتت لصالح إعادة إعمار ودعم الأنشطة لصالح العراق وشعبه والحفاظ على الحق الأساسي للشعب العراقي في موارده الطبيعية ، فضلاً عن حقه غير القابل للتصرف في اتخاذ القرار. مستقبلهم.

## مقارنة بين البلدين
هذه مقارنة عامة ومرجعية للدولتين:
| وجه المقارنة                                              | العراق                       | المكسيك                                                                               |
| --------------------------------------------------------- | ---------------------------- | ------------------------------------------------------------------------------------- |
| المساحة (كم2)                                             | 437.07 ألف                   | 1.97 مليون                                                                            |
| عدد السكان (نسمة)                                         | 38.27 مليون                  | 130.53 مليون                                                                          |
| الكثافة السكانية (ن./كم²)                                 | 87.56                        | 66.26                                                                                 |
| العاصمة                                                   | بغداد                        | مدينة مكسيكو                                                                          |
| اللغة الرسمية                                             | اللغة العربية، اللغة الكردية | اللغة الإسبانية                                                                       |
| العملة                                                    | دينار عراقي                  | بيزو مكسيكي                                                                           |
| الناتج المحلي الإجمالي (بليون دولار)                      | 197.72 مليار                 | 1.15 تريليون                                                                          |
| الناتج المحلي الإجمالي (تعادل القوة الشرائية) بليون دولار | 560.73 مليار                 | 2.16 تريليون                                                                          |
| الناتج المحلي الإجمالي الاسمي للفرد دولار أمريكي          | 4.94 ألف                     | 9.01 ألف                                                                              |
| الناتج المحلي الإجمالي للفرد دولار أمريكي                 | 15.06 ألف                    | 17.32 ألف                                                                             |
| مؤشر التنمية البشرية                                      | 0.654                        | 0.756                                                                                 |
| رمز المكالمات الدولي                                      | +964                         | +52                                                                                   |
| رمز الإنترنت                                              | .iq                          | .mx                                                                                   |
| المنطقة الزمنية                                           | ت ع م+03:00، ت ع م+04:00     | منطقة زمنية وسطى، المنطقة الزمنية الجبلية، زمن منطقة المحيط الهادئ، منطقة زمنية شرقية |

## منظمات دولية مشتركة
يشترك البلدان في عضوية مجموعة من المنظمات الدولية، منها:
| علم المنظمة | اسم المنظمة                        | تاريخ انضمام العراق | تاريخ انضمام المكسيك |
| ----------- | ---------------------------------- | ------------------- | -------------------- |
|             | مؤسسة التنمية الدولية              | 29 ديسمبر 1960      | 24 أبريل 1961        |
|             | يونسكو                             | 21 أكتوبر 1948      | 4 نوفمبر 1946        |
|             | وكالة ضمان الاستثمار متعدد الأطراف | 6 أكتوبر 2008       | 1 يوليو 2009         |
|             | الأمم المتحدة                      | 21 ديسمبر 1945      | 7 نوفمبر 1945        |
|             | الاتحاد البريدي العالمي            | ?                   | ?                    |
|             | البنك الدولي للإنشاء والتعمير      | 27 ديسمبر 1945      | 31 ديسمبر 1945       |
|             | الاتحاد الدولي للاتصالات           | 12 نوفمبر 1928      | 1 يوليو 1908         |
|             | منظمة حظر الأسلحة الكيميائية       | ?                   | ?                    |
|             | مؤسسة التمويل الدولية              | 27 ديسمبر 1956      | 20 يوليو 1956        |
|             | منظمة الشرطة الجنائية الدولية      | ?                   | ?                    |

## وصلات خارجية
- موقع وزارة الخارجية العراقية
- موقع وزارة الخارجية المكسيكية